# Steinkohle-Bergbau im Deister

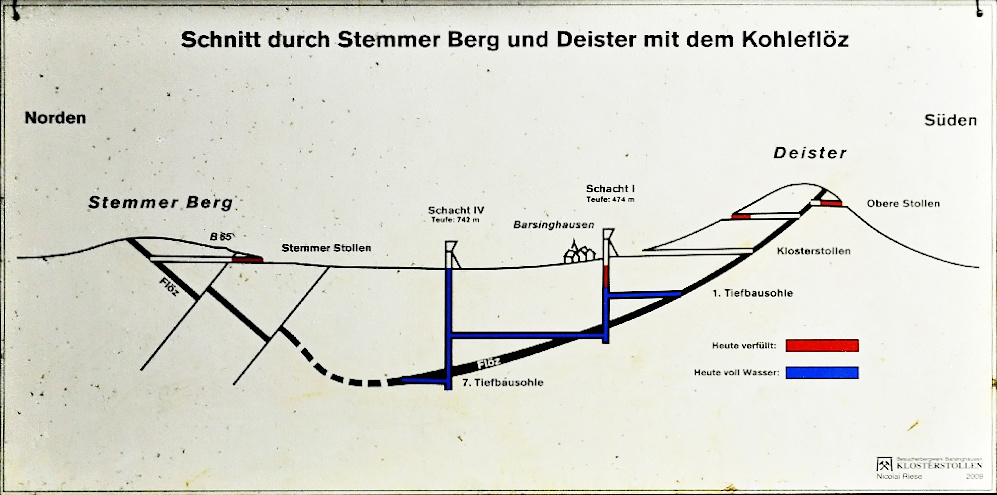
Nord-Süd-Schnitt: Lage des Flözes und Bergbauanlagen bei Barsinghausen

Der Steinkohle-Bergbau im Deister war über mehrere Jahrhunderte ein bedeutender Wirtschaftszweig rings um den Deister. Abgebaut wurde Steinkohle, die aus der Unteren Kreidezeit stammt (ca. 100 bis 140 Mill. Jahre alt) und in Flözen von maximal 100 cm Mächtigkeit angetroffen wurde. Wegen mangelnder Wirtschaftlichkeit wurde der Bergbau im Jahr 1956 (Zeche Barsinghausen) bzw. 1960 (Strutzbergstollen) eingestellt.

## Geschichte

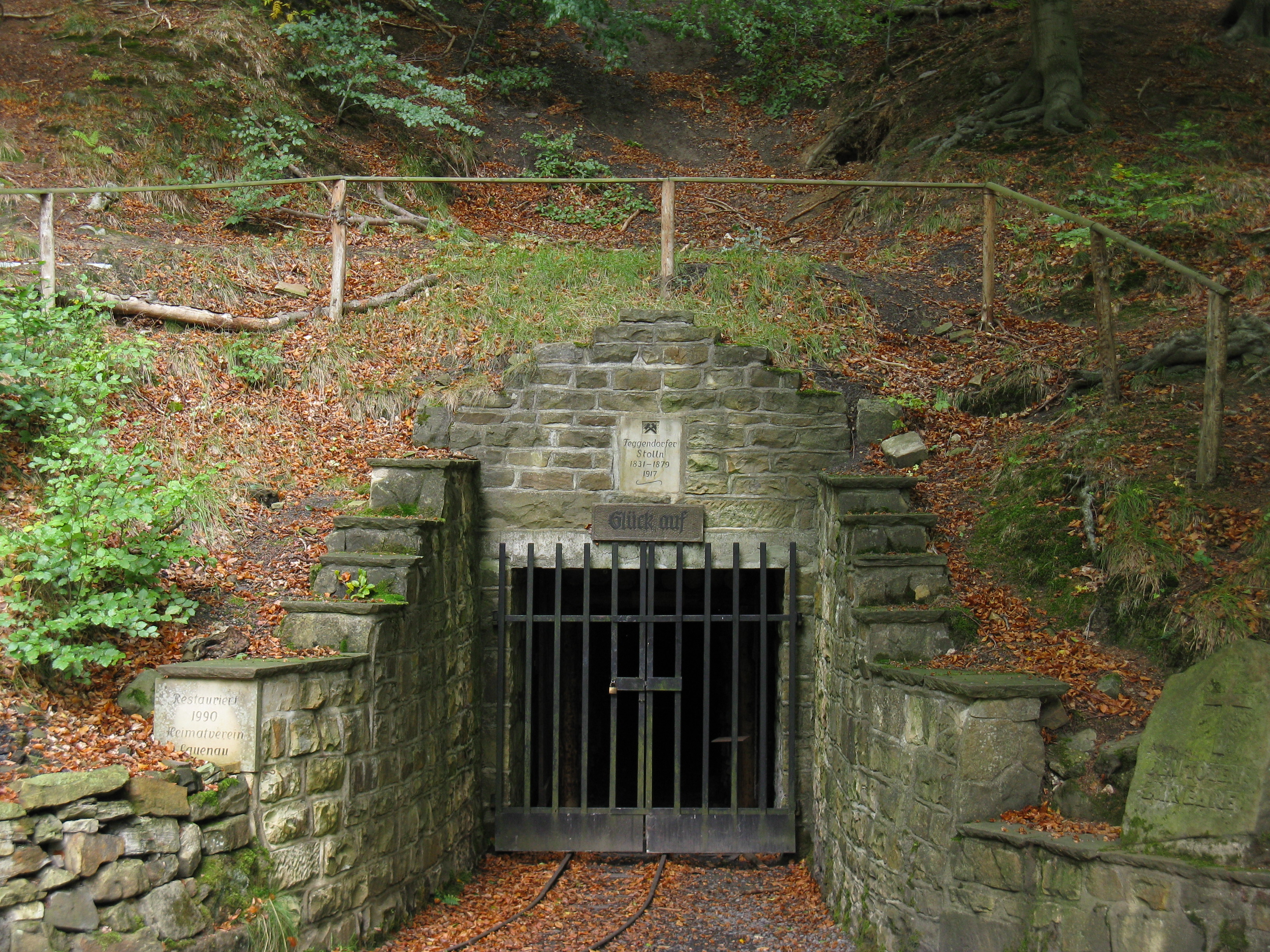
Mundloch des Feggendorfer Stollens

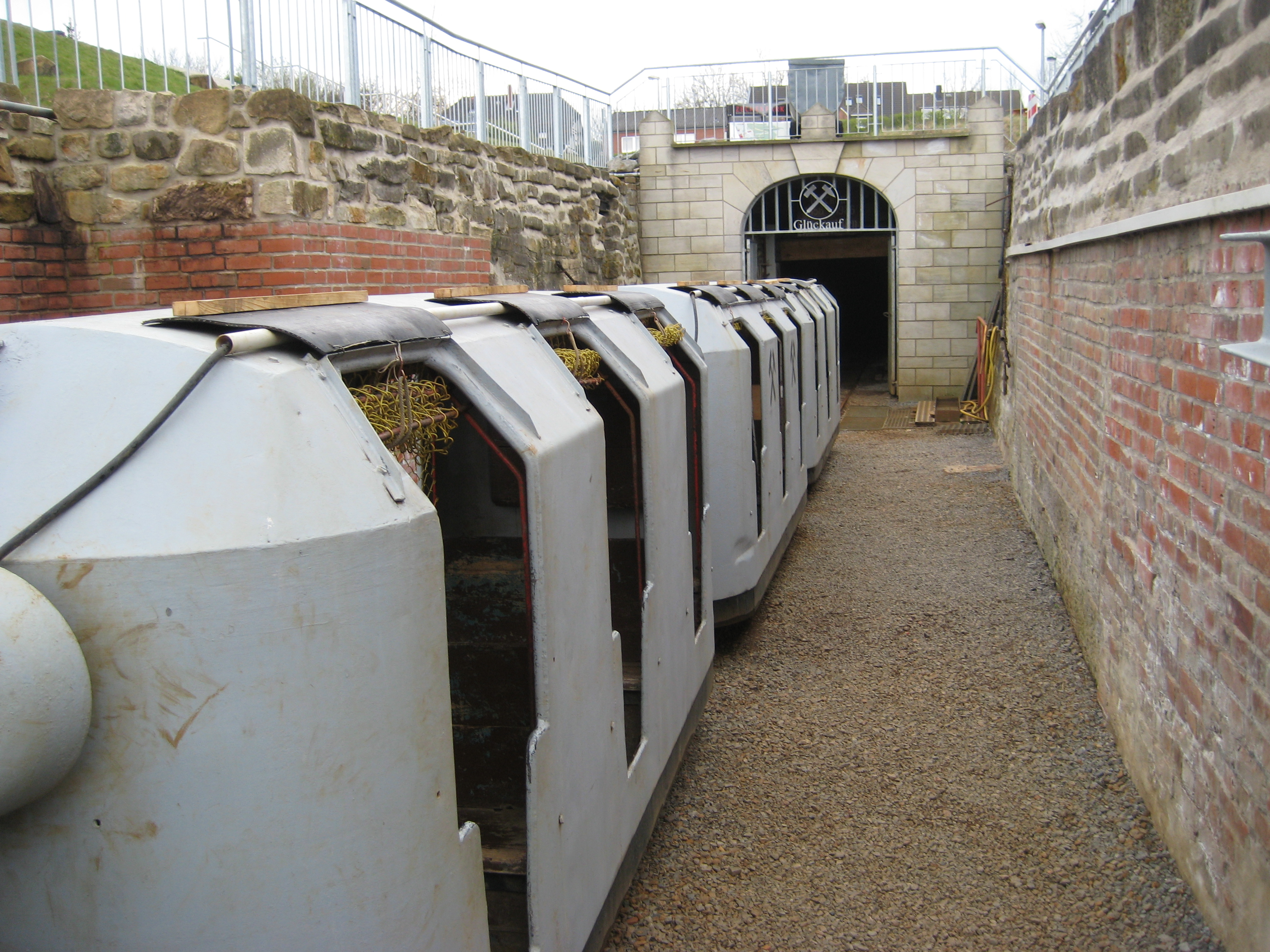
Eingang zum Besucherbergwerk Klosterstollen Barsinghausen

Nach vermutlich schon viel früheren oberflächlichen Grabungen lässt sich als erster schriftlicher Beleg eine Abbaugenehmigung aus dem Jahre 1588 nachweisen. Das erste nachweisbare Bergwerk war 1639 ein Betrieb im Bereich Bröhn. Dessen Schürfrechte erwarb im Jahr 1807 der Unternehmer Johann Egestorff, der Kohle u. a. für seine Kalkbrennereien benötigte.
Im Bereich des östlichen Deisters waren es die Freiherren Knigge, die bei Steinkrug und bei Bredenbeck Bergbau betrieben.
Mit der Eröffnung der Deisterbahn im Jahr 1872 wurden die Transportmöglichkeiten verbessert. Einige Stollen wurden mit Anschlussgleisen oder Feldbahnen an die Hauptstrecke angeschlossen. Größere Zechen entstanden in Barsinghausen (zunächst unter Führung der Klosterkammer) und in Bantorf. Innerhalb der Stollen wurden oft Grubenpferde eingesetzt. Ab 1899 wurden auch Güterzüge der Straßenbahn Hannover zum Abtransport der Kohle eingesetzt.
Wegen zunehmender Erschöpfung der per Stollen erreichbaren Lager wurde gegen Ende des 19. Jahrhunderts verstärkt auf Tiefbau mittels Schächten umgestellt. Um die Jahrhundertwende konnte zudem die Technik mittels Grubenlüftern sowie mit Druckluft für Geräte wie den Abbauhammer und später auch Schüttelrutschen verbessert werden.
Durch die geringe Mächtigkeit der Flöze sowie auch durch starken Wasserzufluss konnte sich die Deisterkohle nach einem letzten Hoch in den Nachkriegsjahren nicht mehr gegen andere Wettbewerber halten. Die Zeche Barsinghausen wurde 1956/1957 geschlossen, nur einige kleine Stollen förderten noch einige Jahre weiter.
Seit den 1990er Jahren wurde beim Klosterstollen Barsinghausen und beim Feggendorfer Stollen an einer Wiederherrichtung von Anlagen für Demonstrations- und Museumsbetrieb gearbeitet. Inzwischen sind beide Anlagen für Besucher zugänglich.

## Liste der Bergbauanlagen im Deister
Die Angaben in Spalte „Nr.“ beziehen sich auf die 39 Nummern in der Übersichtskarte aus Horst Krenzel: Erinnerungen an den Steinkohle-Bergbau im Deistergebirge, Seite 12; sie laufen grob von Nordwest nach Südost.
| Nr. | Name                                        | heute sichtbar                       | Geokoordinaten | Bild                                                 | Bemerkungen |
| --- | ------------------------------------------- | ------------------------------------ | --- | ---------------------------------------------------- | --- |
| 1   | Feggendorfer Stollen                        | Mundloch, Stollen, Geräte            | Mundloch 52° 17′ 29,2″ N, 9° 24′ 34,4″ O, Jägerwegrösche                                                                                  | weitere Bilder                                       | Sanierung AG Feggendorfer Stolln |
| 2   | Hohenbosteler Stollen                       | Mundloch mit Stahltür                | Mundloch 52° 18′ 27,5″ N, 9° 25′ 15,1″ O                                                                                                  | Mundloch Hohenbosteler Stollen                       | in Betrieb 1831–1895, heute Wassergewinnung |
| 3   | Zeche Antonie                               | Zechenhaus                           | Schacht 52° 19′ 35″ N, 9° 25′ 9,3″ O | Ehemaliges Zechenhaus der Zeche Antonie              | Bantorf, in Betrieb von 1859 bis 1928. Zechenhaus zu Wohnungen umgebaut                                                                        |
| 4   | Mooshüttestollen                            | Mundloch zubetoniert                 | Mundloch 52° 19′ 22,1″ N, 9° 24′ 2,1″ O                                                                                                   | weitere Bilder                                       | Bad Nenndorf, in Betrieb 1951–1954 |
| 5   | Strutzbergstollen                           | Mundloch (zugemauert), Halde         | Mundloch 52° 19′ 5,8″ N, 9° 23′ 54,9″ O                                                                                                   | weitere Bilder                                       | Bad Nenndorf, in Betrieb 1952–1960 |
| 6   | Bullerbachschacht                           | Geländeplateau, Stützmauer           | 52° 17′ 53,5″ N, 9° 25′ 54,5″ O | Infotafel und Stützmauer am Bullerbachschacht        | in Betrieb 1890–1930, v. a. Wetterschacht (Grubenlüfter) des Klosterstollens                                                                   |
| 7   | Ministerstollen                             | Halde, Bremsberg, Steigergrotte      | 52° 17′ 41,6″ N, 9° 25′ 50,9″ O | weitere Bilder                                       | „Gemeindebergwerk“, in Betrieb 1831–1896? |
| 8   | Unterer Sammannstollen                      | Mundloch (verschlossen)              | 52° 17′ 26,6″ N, 9° 26′ 49,8″ O | Mundloch des Unteren Sammannstollen                  | aufgefahren 1831, heute Wassergewinnung |
| 9   | Oberer Sammannstollen                       | Halde, Mundlochtrümmer               | Infotafel: 52° 17′ 6,9″ N, 9° 26′ 21,5″ O                                                                                                 | Halde des Oberen Sammannstollen                      | heute Wassergewinnung |
| 10  | Klosterstollen Barsinghausen                | Besucherbergwerk                     | Mundloch 52° 17′ 57″ N, 9° 28′ 11,7″ O, Wetterschacht 52° 17′ 25,9″ N, 9° 27′ 28,1″ O                                                     | weitere Bilder                                       | Besucherbergwerk Alte Zeche GmbH |
| 11  | Barsingh. Tiefbauschächte I, II, III        |                                      | Schacht I 52° 17′ 56,8″ N, 9° 28′ 13,7″ O Schacht II 52° 17′ 57,3″ N, 9° 28′ 12,5″ O Schacht 3 52° 17′ 55,1″ N, 9° 28′ 10,2″ O            | Nachgebautes Fördergerüst über Schacht II            | auf dem Besucherbergwerksgelände |
| 12  | Barsingh. Tiefbauschacht IV                 | Haldenstumpf                         | 52° 19′ 6,9″ N, 9° 29′ 47,7″ O | Halde von Schacht IV                                 | Großteil der Halde abgetragen, als „Haldenrot“ vermarktet, heute Erdaushubdeponie                                                              |
| 13  | Alte-Taufe-Stollen                          | Stützmauern, Fundamente              | Mundloch 52° 16′ 19,9″ N, 9° 26′ 1,5″ O                                                                                                   | Mundloch des Alte-Taufe-Stollen                      | Der Stollen ist unmittelbar hinter dem Mundloch eingestürzt                                                                                    |
| 14  | Teufelskammer-Stollen                       | Mundloch (eingefallen), Halde        | Mundloch 52° 16′ 22,9″ N, 9° 26′ 39,2″ O                                                                                                  | abgesperrtes Mundloch des Teufelskammerstollen       | |
| 15  | Teufelskammer-Rösche                        | Steine                               | 52° 16′ 20,6″ N, 9° 26′ 50,6″ O | ehemalige Rösche                                     | |
| 16  | Unterer Sürsserbrinker Stollen              | Senke (ehem. Mundloch), Halde        | Senke 52° 15′ 43,4″ N, 9° 29′ 52,1″ O |                                                      | |
| 17  | Oberer Sürsserbrinker Stollen               | Mundloch, Halde                      | 52° 15′ 31,1″ N, 9° 29′ 34,8″ O | weitere Bilder                                       | Zechenhaus bis 2016 als Schleifbachhütte genutzt, abgebrannt. 2017 abgerissen, Mundloch eingezäunt.                                            |
| 18  | Alter-König-Wilhelm-Stollen                 | Halde                                | ehem. Mundloch 52° 16′ 4,4″ N, 9° 30′ 35,9″ O                                                                                             | weitere Bilder                                       | Bezeichnung lt. Krenzel. (auch Neuer Stolln, Königlicher Sürsserbrinker Stollen, zuletzt: (Alter) König-Wilhelm-Stollen)                       |
|     | Neuer-König-Wilhelm-Stollen                 | Mundloch, Halde                      | Mundloch 52° 16′ 15,3″ N, 9° 30′ 42,8″ O                                                                                                  | weitere Bilder                                       | Zunächst „Der Hauptstollen“, Eisenbahn(er)stollen genannt. In Betrieb 1860–1901.                                                               |
| 19  | Egestorfer Stollen                          | Mundloch (vergittert), Halde         | Mundloch 52° 16′ 23″ N, 9° 29′ 51,4″ O | weitere Bilder                                       | in Betrieb 1874–1898. Das 1875/76 gebaute Zechenhaus bei der Egestorfer Einfahrt wurde später zum Forsthaus Kniggenbrink.                      |
| 20  | Egestorfer Einfahrt                         | nur Infotafel                        | Einfahrt 52° 16′ 37,1″ N, 9° 30′ 11,6″ O                                                                                                  | ehemaliges Zechenhaus des Egestorfer Stollen         | 1907 fertiggestellt, Treppenschacht zur Klosterstollen-Grube                                                                                   |
| 21  | Hohe-Warte-Stollen                          | Mundloch (neu, zugemauert) Bremsberg | Mundloch 52° 16′ 4,4″ N, 9° 28′ 59,1″ O Bremsberg 52° 16′ 33,4″ N, 9° 29′ 58,6″ O                                                         | rekonstruiertes Mundloch des Hohe Warte Stollens     | in Betrieb 1845–1877, 1923–1928, 1936–1937. |
| 22  | Hohe-Warte-Einfahrt                         | Einbruchmulde, Mauerreste            | 52° 15′ 58,9″ N, 9° 28′ 27,4″ O | eingebrochene Hohe-Warte-Einfahrt                    | in Betrieb 1922–1935. |
|     | Hohe-Warte-Rösche                           | Senke (ehem. Mundloch), Halde        | Senke 52° 15′ 57,4″ N, 9° 27′ 53,1″ O | Halde Hohe-Warte-Rösche                              | in Betrieb 1919/20–1942? |
| 23  | Grüner-Brink-Stollen                        | Fundamentreste, Halde, Bergschmiede  | Halde 52° 15′ 56,1″ N, 9° 27′ 46,3″ O | weitere Bilder                                       | in Betrieb 1935–1942. |
| 24  | Hoffmannstollen II                          | Mundloch (zugemauert)                | Mundloch 52° 15′ 56,2″ N, 9° 28′ 38,4″ O                                                                                                  | Mundloch des Hoffmannstollen II                      | in Betrieb 1956–1958. |
| 25  | Hoffmannstollen I                           | Senke (ehem. Mundloch), Halde        | Mundloch 52° 15′ 58,2″ N, 9° 28′ 30,1″ O                                                                                                  | Halde Hoffmannstollen I                              | in Betrieb 1955–1957. Nutzung von Halde und Verladestelle der Hohe-Warte-Einfahrt, Zechengebäude beim Hoffmannstollen II.                      |
| 26  | Gruben am Bröhn                             | Mulden, Halden                       | 52° 15′ 32,3″ N, 9° 31′ 30,4″ O | Halde des Bröhner Schachts                           | siehe: Infotafel beim Georgsplatz |
| 27  | Georgstollen                                | Mauerreste                           | 52° 15′ 11,9″ N, 9° 33′ 3,6″ O | ehemaliges Gelände des Georgstollens (Wöltjestollen) | Ab 1854. Gelände um 1980 planiert, aufgeforstet. Auch Wöltje-Stollen genannt.                                                                  |
| -   | Tiefer Georgstollen                         | Lichtschacht-Halden                  | (M), Halden 1 2 3 | Die Finnhütten                                       | Wasserlösungsstollen, angelegt ab 1852 bis 1866. Ehemaliger Mund in Schacht auf Gelände der Finnhütten. Unterhalb Lichtschacht 1 eingebrochen. |
| -   | Blanke-Teich                                | Teich                                | Stauteich 52° 15′ 29,9″ N, 9° 31′ 34,3″ O                                                                                                 | weitere Bilder                                       | Wasserkraft genutzt beim Dorotheenschacht |
| -   | Dorotheenschacht                            | 4 m tiefer Krater; Halde             | Einfall 52° 15′ 32,9″ N, 9° 31′ 40,8″ O                                                                                                   | weitere Bilder                                       | in Betrieb 1878–1924, Krater seit 2017 eingezäunt                                                                                              |
| 28  | Oberer Feldbergstollen                      | Mundloch                             | 52° 15′ 9,4″ N, 9° 31′ 13,1″ O | Mundloch Oberer Feldbergstollen                      | in Betrieb ab 1854. |
| 29  | Hülsebrink-Stollen                          | Mundloch, Halde                      | 52° 14′ 51,8″ N, 9° 31′ 39,5″ O | weitere Bilder                                       | in Betrieb 1847, 1921–1924. |
| 30  | Unterer Deisterstollen (Mögebierstollen)    | Mundloch (neu)                       | 52° 15′ 0,4″ N, 9° 32′ 34,8″ O | weitere Bilder                                       | Sanierung: Website |
| 31  | Oberer Deisterstollen                       | Mundloch                             | 52° 14′ 55,6″ N, 9° 32′ 26,2″ O | weitere Bilder                                       | in Betrieb 1775–1866 |
| 32  | Gute-Hoffnung-Stollen                       | Hangeinschnitt, Halde                | 52° 14′ 50,2″ N, 9° 35′ 4,1″ O | Halde des Gute-Hoffnung-Stollen                      | in Betrieb 1890 bis 1907 (bzw. 1922). Pferdebahn Richtung Kalkwerk Bredenbeck. Mundloch in den 1980ern zerstört                                |
| 33  | Frauenwegschacht                            | Senke, Halde                         | 52° 14′ 37,5″ N, 9° 35′ 44,4″ O | Halde des Frauenwegschachts                          | |
| 33  | August-Schacht                              | Senke, Halde                         | Senke 52° 14′ 28,6″ N, 9° 35′ 42,7″ O | Senke und Halde des Augustschachts                   | |
| 34  | Ernst-Stollen                               | Wetterschächte                       | Wetterschächte 3 5 6 7 8 | Bild Wetterschacht 8                                 | Wasserlösungsstollen des Karlschachts, in Betrieb 1885–1909                                                                                    |
| 35  | Zeche Hertha (Karl-Schacht)                 | Einsturzkrater, Halde                | 52° 14′ 50,1″ N, 9° 36′ 14,3″ O | Einsturzkrater des Karlschachts                      | Am Kalkwerk Bredenbeck. Seit 1904 Zeche Hertha. Nach Stilllegung 1909 verfüllt, 1988 ca. 30 m tief abgestürzt, eingezäunt                      |
| 36  | Leo-Schacht                                 | Senke und Halde                      | Leo-Schacht 52° 14′ 30,7″ N, 9° 36′ 23,4″ O                                                                                               | Leo-Schacht                                          | |
| 36  | Gesenk und Östl. Sohlenschacht              | Senke, Halden                        | Östl. Sohlen-Schacht 52° 14′ 19,9″ N, 9° 36′ 25,2″ O                                                                                      | Eine der Halden am Schwarzen Weg                     | |
| 37  | Moritzschacht, Fundusschacht, Sorgenschacht | jeweils Senke und Halde              | Moritzschacht: 52° 13′ 52,8″ N, 9° 36′ 30,3″ O Fundusschacht: 52° 13′ 45,5″ N, 9° 36′ 51″ O Sorgeschacht: 52° 13′ 44,3″ N, 9° 36′ 42,1″ O | Halde des Moritzschachts                             | Schächte am Rehborn, abgeteuft ab 1804; stillgelegt 1884 (Fundusschacht)                                                                       |
| 38  | Schacht Auguste-Martha                      | Halde                                | 52° 13′ 43″ N, 9° 37′ 5,8″ O | Halde des Schachts Auguste-Martha                    | alias Schacht Anna-Margarethe. In Betrieb 1871–1907, Notbergbau 1945–1949.                                                                     |
| 39  | Wilhelm-Stollen                             | Halden, Senken (Wetterschächte)      | Wetterschächte 2 4 5 6 | Halde eines Wetterschachts am Rand des Ruheforsts    | in Betrieb 1810–1890. Stollenmund am Bredenbecker Bach. Schacht 5 diente als Förderschacht.                                                    |
| -   | Alte Stollen am Daberg                      | Lichtschächte, Senke, Zechenhaus     | Lichtschacht 52° 13′ 28,9″ N, 9° 37′ 43,8″ O Lichtschacht 52° 13′ 35,6″ N, 9° 37′ 38,9″ O Unterer Schacht 52° 13′ 37,6″ N, 9° 37′ 12,3″ O | Tor des Zechenhauses Glückauf.jpg                    | |